# Confederación Iberoamericana de Medicina Familiar y Comunitaria
La Confederación Iberoamericana de Medicina Familiar y Comunitaria (CIMF) desde 2003 se encuentra integrada en la WONCA como la 6.ª región. 

## Historia
Fundada en Caracas el 15 de agosto de 1981, su primer director general y miembro fundador fue el profesor Julio Ceitlin, así como el Dr. Pedro Iturbe (Venezuela). En 1994 le sucede en el cargo el Dr. Rubén Roa (Argentina), quien junto al Dr. Tomás Gómez Gascón (España, Presidente de CIMF), transforman lo que por entonces era el Centro Internacional para la Medicina Familiar, en una federación de sociedades, colegios y asociaciones de Iberoamérica. Dicho hecho se concreta en Granada, en ocasión del Congreso de la semFYC (año 1996), siendo su primer presidente la Dra. Georgina Farfán Salazar (México) y el Dr. Rubén Roa continuó como Secretario Ejecutivo, cargo que ocuparía hasta el año 2003.
Al Dr. Javier Domínguez del Olmo, mexicano entregado al desarrollo de la Medicina Familiar en el Continente Americano se le debe la incorporación de CIMF como un bloque a WONCA y es en el Congreso Mundial de Medicina Familiar celebrado en el 2004 en Orlando cuando CIMF pasa a conformar la VI Región de WONCA. La presidencia de WONCA-Iberoamericana-CIMF ha estado representada además del Dr. Domínguez del Olmo (México), por el Dr.Adolfo Rubinstein (Argentina) y por la Dra. Liliana Arias-Castillo (Colombia).
En la actualidad la preside la Dra. Jacqueline Ponzo Gómez (Uruguay), siendo el Coordinador Ejecutivo el Dr. Thomas Meoño Martín (Costa Rica).